# (33423) 1999 DK
1999 دي كي (ويعرف أيضًا باسم (33423) 1999 دي كي وفق تسمية الكوكب الصغير) (بالإنجليزية: 1999 DK)‏ هو كويكب ضمن حزام الكويكبات؛ وترتيبه 33423 من حيث الاكتشاف.
اكتُشف هذا الجُرم الفلكي بواسطة OCA–DLR Asteroid Survey ‏ في 16 فبراير 1999.

## وصلات خارجية
- (33423) 1999 DK في قاعدة بيانات مختبر الدفع النفاث لأجرام النظام الشمسي الصغيرة

- الاكتشاف · مخطط المدار ·  العناصر المدارية · المعلمات المادية

- (33423) 1999 DK على موقع ويكي سكاي: DSS2, SDSS, GALEX, IRAS, Hydrogen α, X-Ray, Astrophoto, Sky Map, Articles and images